# Lotus Europa

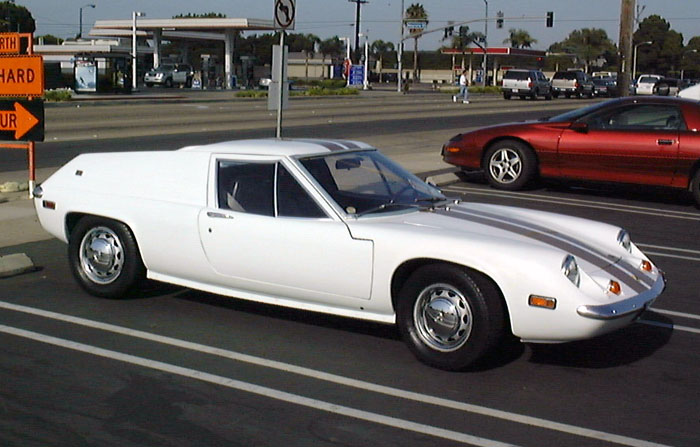
Lotus Europa S2

Lotus Europa, brittisk sportbil, tillverkad åren 1966-1975, en av världens första serietillverkade bilar med mittmotor. Chassit påminde om Lotus Elan, och bakom förarutrymmet sattes en 1470cc motor helt i aluminium från Renault på 82 hk. Hjulupphängningen är dubbla A-armar fram med coilovers och bak en liknande varinat till dåtidens formel bilar, tex bärande drivaxlar.
Den första, S1 (Typ 46), såldes enbart på export, eftersom man inte ville konkurrera med den nyligen introducerade Elan. S1ans kaross var limmad runt chassit, så den var extra lätt men även mycket svårare att reparera om något skulle hända det lätta plåtchassit. Den hade även fasta sidorutor i början, då ventilationen sköttes via självtryck från luftintaget fram. Mellan S1an och S2an så kom en mellan variant som heter S1A (Typ 46 Mk1) , den har tex öppningsbara fönster och lite andra små detaljer som S2an sedan fick. Den mer sofistikerade S2 (Typ 54 och Typ 65) som nu såldes i England anses vara betydligt bättre, men blev tyngre då man kunde lyfta av karossen från ramen. 

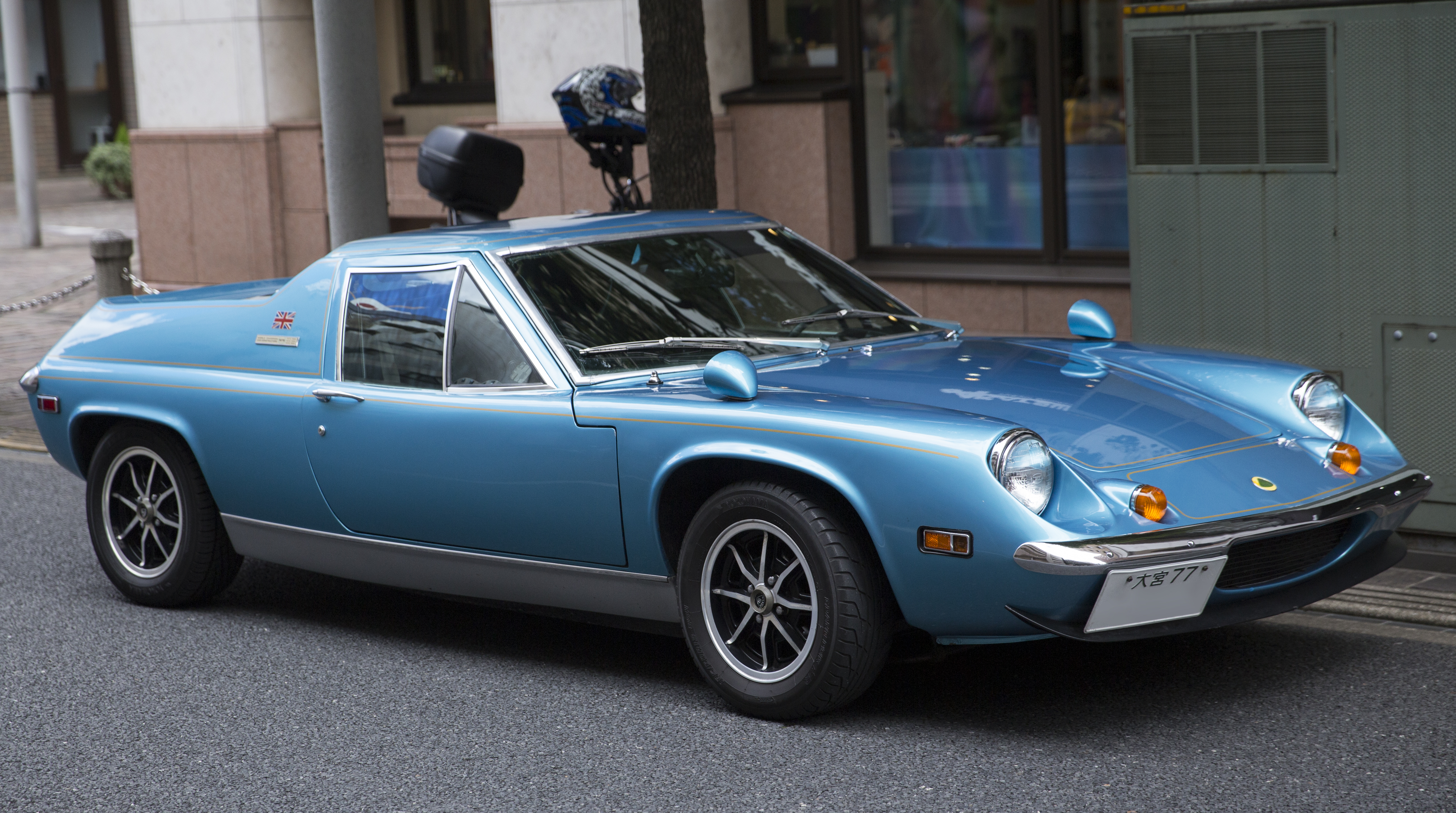
Lotus Europa Special (Typ 74)

S2 ersattes 1971 av Twin Cam (Typ 74), då en 1558cc Fordmotor med dubbla överliggande kamaxlar sattes i. Andra modifieringar var en tum längre hjulbas och förminskade fenor bak. Twin Cam ersattes av Special sent 1972, med Big Valve motorn på 126 hk och en femväxlad låda. Den byggdes till 1975 då den ersattes av den modernare Lotus Esprit. Det var fortfarande vanligt att Lotus sålde Europan som byggsats.